# The Blunderbuss
The Blunderbuss es un videojuego de acción y aventura de mundo abierto desarrollado y publicado por DoGame para Windows.

## Sinopsis
Eduardo quien busca salvar la ciudad de un complot que puede condenar a toda la ciudad, Eduardo quien es el personaje principal trata de defender su honor mientras recorre las calles de Santo Domingo, conduce camiones, manipula armas y encuentra dificultades que lo desvían de su misión principal.

## Desarrollo
Para poder crear The Blunderbuss, Frederick Ventura Lalondriz lanzó una propuesta por las redes y pidió a todo el que supiera diseñar, programar, desarrollar y demás que se comunicara con él para iniciar el proyecto.
Así consiguió el apoyo de más de 40 personas. Luego tuvo que unir todas las ideas trabajando con más de 40 personas que tenían una visión distinta, además de que necesitaba alguien que hiciera la historia del juego para luego adecuarla a la realidad y poder unir tanto la historia central como la parte del desarrollo de software.